# ジョージ・ワシントン・ゲーソルズ

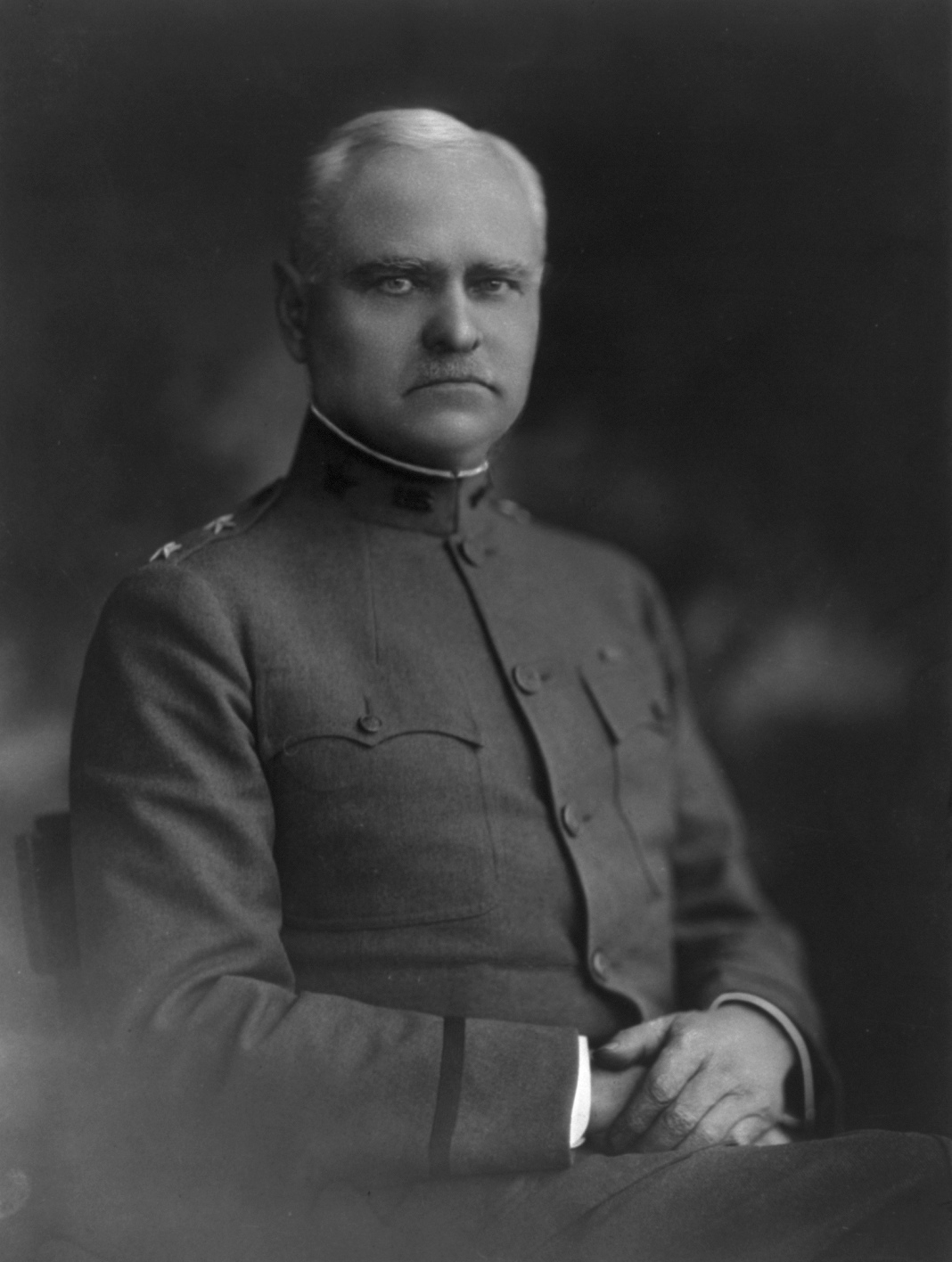
ジョージ・ワシントン・ゲーソルズ

ジョージ・ワシントン・ゲーソルズ（George Washington Goethals, 1858年6月29日 - 1928年1月21日）は、アメリカ合衆国の技術者。パナマ運河建設の総指揮監督。

## 経歴
1858年、ニューヨーク市ブルックリン生まれ。ニューヨーク市立大学シティカレッジ卒業後、ニューヨーク州ウェストポイントにある陸軍士官学校に学び1880年に卒業。
同1880年、USACE(United States Army Corps of Engineers)で職に衝き、1888年までエンジニアリングを教えた。
1907年、セオドア・ルーズベルトアメリカ合衆国大統領によってパナマ運河の主任技術者に任命される。
1914年、ウッドロウ・ウィルソン大統領によってパナマ運河地帯の初代民政総督に任命される。同年米国科学アカデミーより公共福祉メダルを受賞。
1916年に同運河地帯の総督の職を退く。1919年ジョン・フリッツ・メダルを受賞。

## 功績に因む名称
- ニューヨーク市のスタテン島とニュージャージー州エリザベス市とを結ぶゲーソルズ・ブリッジの名は彼に因んでつけられた。
- 第二次世界大戦のリバティ船「SS G. W. Goethals」の名は、彼に因んでつけられた。